# Defensiva y ofensiva

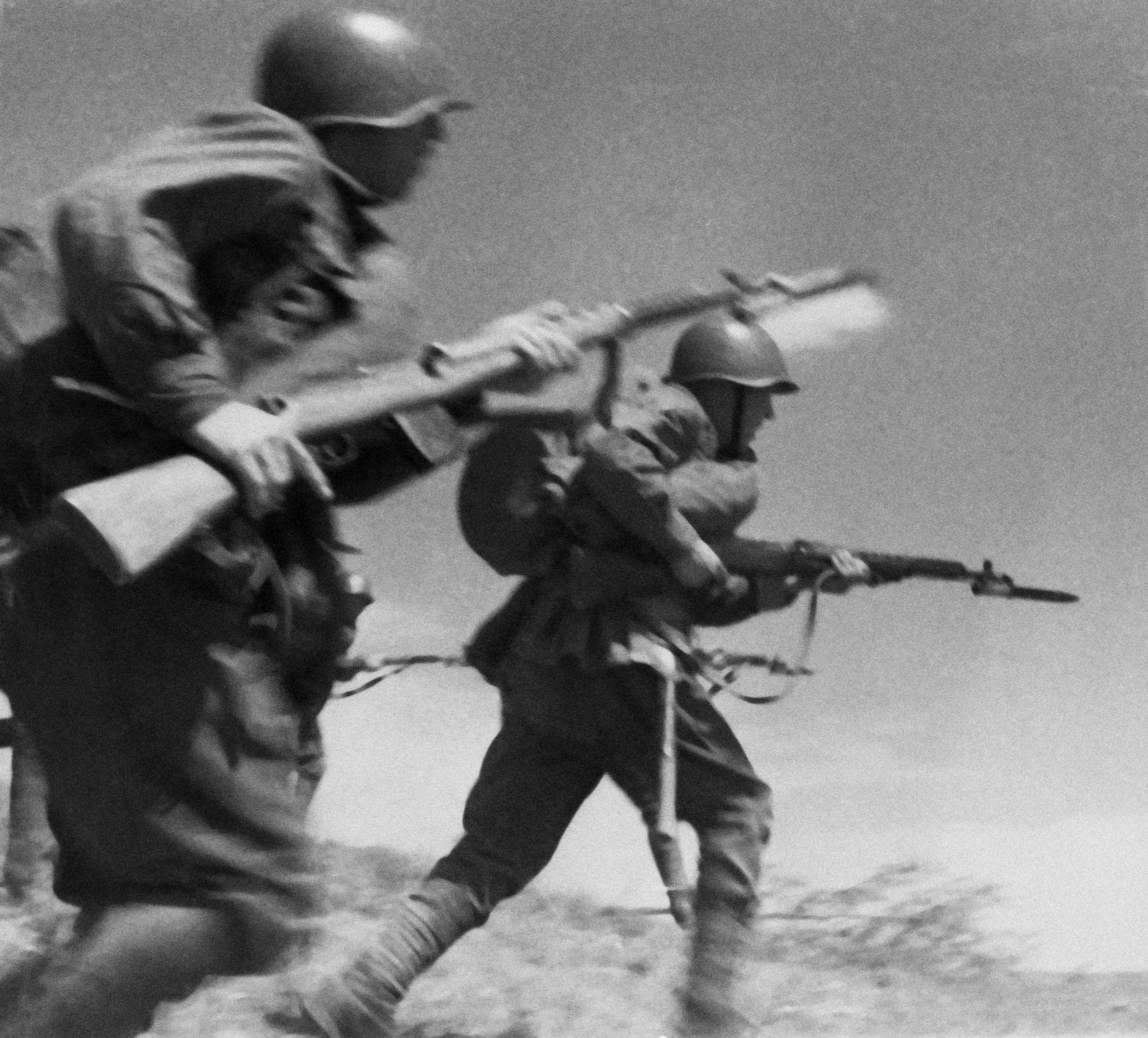
Soldados del llamado Ejército Rojo pasando a la ofensiva en el frente oriental de la Segunda Guerra Mundial. Fotografía de la Agencia de Noticias RIA Novosti soviética.

Desde el punto de vista militar puede definirse la ofensiva como la manera de obrar de un ejército que ataca al enemigo], y la defensiva como la actitud en que se coloca el mismo para resistir y rechazar una agresión. Mientras que el que toma la ofensiva busca al adversario donde se encuentre para destruirlo, el que se mantiene a la defensiva se esfuerza en impedir su propia destrucción.
La ofensiva tiene como características propias el movimiento, la acción y la iniciativa. La defensiva, por el contrario, renuncia a la iniciativa y espera el ataque para repelerlo, contentándose con hacer frente y resistir el choque.
Aceptando la expresión de Carl von Clausewitz, se puede decir que de estas dos formas, la ofensiva es «la más fuerte, con objeto negativo», y la defensiva, es «la más débil, con objeto positivo».
Los tratadistas militares han preconizado la superioridad de la ofensiva sobre la defensiva, estimando que es la única que puede conducir a un resultado decisivo. Ni una ni otra suelen presentarse en la práctica con carácter absoluto.
El que toma la ofensiva no lo hace, generalmente, en todas las partes del teatro de operaciones. En el campo de batalla ataca con empeño el punto en el que le interesa vencer, economizando fuerzas para emplearlas en el punto decisivo, donde necesita alcanzar la superioridad.
Del mismo modo que el que se defiende no se limita a rechazar pasivamente los ataques del enemigo, sino que procura debilitarlo con su resistencia, para caer sobre él, tomando a su vez la ofensiva tan pronto como se presenta la ocasión favorable para ello (defensa activa).

## Ofensiva teatral
Un teatro ofensivo puede ser una guerra y una característica dominante de una política de seguridad nacional, o uno de varios componentes de la guerra si un país está involucrado en varios teatros como el Reino Unido en 1941. En general, las ofensivas requieren que más de 250 000 soldados se comprometan a las operaciones de combate, incluida la planificación combinada de diferentes armas y servicios de las fuerzas armadas, como las tropas de defensa aérea integradas en el plan general de operaciones terrestres.

## Ofensiva y defensiva estratégicas
Suele ser consecuencia de una política de agresión y tiende casi siempre a la conquista.
La defensiva suele ser fruto serio de la política contraria, de resistencia, que aspira a conservar el statu quo sin proponerse ningún objetivo exterior. Se impone la ofensiva a uno de los beligerantes a pesar suyo por la fuerza misma de las circunstancias.
En la ofensiva es indispensable la superioridad numérica o armamentística. A medida que se avanza en el territorio enemigo, el ejército que tiene que guardar sus comunicaciones, observar y bloquear plazas fuertes y atender a objetivos secundarios, como los focos de resistencia, si no es suficientemente numeroso corre el riesgo de que puedan faltarle fuerzas para llegar al trance del combate decisivo. La debilitación del agresor se traduce en ventaja para el que se defiende, pues si aquel retrocede, este concentra sus tropas y se pone en condiciones de librar batallas con menos desventaja.
Se dice que hay diferentes lugares donde colocarse como la defensiva a los dos lado del arco y los otros tres en la zona de tiros libres.
Al que toma la ofensiva le interesa acabar rápido la contienda, para evitar que puedan nivelarse las fuerzas de los dos bandos. Si las suyas resultaran inferiores a las del contrario, se vería obligado a ponerse a la defensiva. por el contrario, al que defiende le conviene prolongar la resistencia y ganar tiempo, esperando el cambio favorable que le permita  a la ofensiva.
Se deduce que la en efectuar la movilización, la superioridad de tropas y medios y elementos de combate, el avance y el ataque sorprendiendo al enemigo, obligándole a batirse en condiciones desventajosas, y la oportuna concentración de tropas en el punto conveniente, son las condiciones que pueden garantizar el éxito de la ofensiva.
En cuanto a la defensiva, su interés está en no diseminar sus fuerzas pretendiendo hacer frente a todas las contingencias, en no ligarse demasiado al terreno conservando la libertad de movimiento, en quebrantar al invasor con encuentros parciales y operaciones secundarias, pero sin comprometer en una batalla decisiva la suerte de la campaña, de atraer al agresor hacia el interior de su territorio para debilitarlo, aprovechar los errores que cometa para atacarle sin titubear, y si aquel divide sus fuerzas, maniobrar por líneas interiores para batirlas separadamente, como hizo por ejemplo Napoleón Bonaparte en su Campaña de los Seis Días en 1814. También se puede ubicar como la ofensiva salvaje

## Ofensiva y defensiva tácticas
La ofensiva táctica ofrece las mismas características generales de movilidad, fuerza e iniciativa que la estratégica.
Ataca el que se juzga capaz de arrojar al enemigo fuera de las posiciones que ocupa, ya sea porque tenga superioridad numérica, ya porque cuente con superioridad moral (por ejemplo los prusianos en la Batalla de Sadowa.
La defensiva cuenta con el mejor conocimiento del terreno y suple, además, la inferioridad de las tropas con la elección de posiciones y con el auxilio de la fortificación.
Por regla general, se refuerza el ala con la que se quiere atacar, como decía Federico II, rey de Prusia.[cita requerida] Es decir, se sostiene en una parte del frente un combate puramente demostrativo, y se acumulan fuerzas considerables en otra para dar el verdadero ataque en el punto de cuya posesión depende el éxito. A veces el papel señalado a aquella parte de la línea no es ya demostrativo, sino francamente defensivo, como lo fue, por ejemplo, en la Batalla de Austerlitz, el del ala derecha francesa, reducida a contener el ataque de los rusos, mientras Napoleón rompía por el centro la línea de batalla de los aliados. Ocurre esto principalmente cuando no hay un desequilibrio muy marcado entre las fuerzas de los dos contendientes y ambos se consideran en condiciones de atacar. Sucede entonces que, o dirigen ambos su principal esfuerzo sobre el mismo punto del frente, en cuyo caso en este se produce el choque, como consecuencia del cual uno de los dos persiste en ofensiva y el otro renuncia de momento a ella, o atacan puntos distintos de la línea de batalla, en cuyo caso la ofensiva y la defensiva se desarrollan paralelamente. El éxito definitivo lo alcanza el que con más constancia persigue su plan, sin desviarse del objetivo principal por el descalabro que haya podido sufrir, entretanto, la parte de la línea que se mantiene a la defensiva. En ésta los puntos más peligrosos son siempre los flancos, porque siendo tan costosos los ataques de frente, como por ejemplo en la Batalla de Gravelotte, la tendencia a envolver las posiciones enemigas es, puede decirse, instintiva.
La distribución de tropas en el orden de batalla no ofrece diferencias dignas de mención entre la ofensiva y la defensiva.
En cuanto al procedimiento de combate, mientras en la ofensiva el fuego no es más que el medio que se pone en acción para abrirse paso hasta el enemigo, pues la fuerza verdadera de la ofensiva reside en el movimiento, esto es, en el avance no interrumpido y en la maniobra envolvente, en la defensiva el fuego lo es todo, o casi todo.
Al que ataca le conviene, las sombras de la noche, la niebla y los accidentes del terreno, que le permiten acercarse al enemigo sin ser visto, y sufriendo, por consiguiente, el menor número de bajas.
Los tipos de operaciones ofensivas que se encuentran no sólo en el campo de batalla actual, sino también a lo largo de la historia, son:
- La marcha hacia el contacto (o marcha hacia el combate);
- Reconocimiento de fuerza;
- El ataque coordinado;
- La explotación del éxito;
- La persecución

La marcha de contacto es la operación ofensiva que permite a una fuerza militar acercarse al enemigo y establecer contacto. Generalmente, aunque no necesariamente, precede al ataque.
El reconocimiento de fuerza es una operación de propósito limitado cuyo objetivo es probar el dispositivo, los medios, la composición y las debilidades del enemigo y/o obtener otra información.
El ataque es una operación ofensiva que debe ser cuidadosamente concebida, planificada, preparada, ejecutada y continuada. La coordinación necesaria entre los medios de maniobra (infantería y caballería), el apoyo de fuego (artillería) y el apoyo de combate (ingeniería, comunicaciones) significa que a menudo se hace referencia a esta operación como un ataque coordinado.
La explotación del éxito es una acción realizada con el propósito de obtener los mejores resultados posibles del éxito obtenido con el ataque. Su propósito es evitar que el enemigo reconstruya una defensa organizada o realice una operación de reacción. Es la fase decisiva de la maniobra ofensiva.
La persecución es una acción ofensiva lanzada contra una fuerza enemiga que busca escapar. Su propósito principal es completar la aniquilación de la fuerza enemiga.

La defensiva no renuncia a otras medidas de acción que el fuego, hay que tener en cuenta que la defensiva absoluta o meramente pasiva, no puede conducir a un resultado favorable, y que la defensiva es tanto más fuerte cuanto más se aproxima en su manera de obrar a la ofensiva. Así, pues, el contraataque y la reacción ofensiva son también medios de acción efectivos, sobre todo cuando diezmado por el fuego y gastado el ímpetu que lleva el atacante, cesa este de avanzar y cae en el desánimo y pierde el valor.

## Ejemplos
- La batalla de Stalingrado fue una gran y decisiva batalla de la Segunda Guerra Mundial en la que la Alemania Nazi y sus aliados combatieron a la Unión Soviética por el control de la ciudad de Stalingrado (actualmente Volgogrado), al suroeste de la Unión Soviética. La batalla tuvo lugar entre el 23 de agosto de 1942 y el 2 de febrero de 1943,[4][5][6] y estuvo marcada por el combate cuerpo a cuerpo y por el absoluto desprecio por la cantidad de víctimas civiles y militares. Es considerada una de las batallas más sangrientas en la historia de la guerra, con las mayores estimaciones de bajas combinadas, sumando casi dos millones. Las grandes pérdidas causadas sobre el ejército alemán la convirtió en un significativo punto de inflexión de toda la guerra.[7]  Después de la batalla de Stalingrado, las tropas alemanas ya no recuperaron su fuerza inicial, y ya no lograron otra victoria estratégica en el este.[8]

- La Ofensiva del Tet (inglés: Tet Offensive; vietnamita Sự kiện Tết Mậu Thân 1968 o Tổng tiến công va nổi dậy Tết Mậu de la campana 0 de enero de 1968 por las fuerzas del Frente Nacional de Liberación de Vietnam (FNA) y del Ejército Popular (EPV) nordvietnamita, contra las fuerzas del gobierno de Vietnam del Sur de la junta militar títere encabezada por Nguyễn Văn Thiệu, Estados Unidos y los sus aliados. Fue una campaña de ataques por sorpresa contra los mandos civiles y milidades y centros de control por todo Vietnam del Sur. El nombre de la ofensiva proviene de la festividad del Tết, el año nuevo vietnamita, cuando los primeros grandes ataques tuvieron lugar. [17]

- Una ofensiva naval como el ataque japonés a Pearl Harbor, puede tener amplias implicaciones para las estrategias nacionales y requerir un compromiso logístico significativo para destruir las capacidades navales enemigas. También puede utilizarse para interceptar el transporte marítimo enemigo, como en la Batalla del Atlántico de la Segunda Guerra Mundial. Las ofensivas navales también pueden ser tácticas.

- Una ofensiva aérea es una operación que puede describir cualquier número de diferentes tipos de operaciones, generalmente restringidas a tipos específicos de aeronaves. Las ofensivas llevadas a cabo con el uso de aviones de caza están predominantemente relacionadas con el establecimiento de la superioridad aérea en un espacio aéreo determinado o sobre un territorio determinado. Una ofensiva de bombarderos a veces también se conoce como una ofensiva de bombardeo estratégico y fue utilizada de manera destacada por los Aliados a gran escala durante la Segunda Guerra Mundial.[9] El uso de aviones de ataque terrestre en apoyo de ofensivas terrestres puede considerarse una ofensiva aérea, como la realizada en la fase inicial de la Operación Kutúzov y la Operación Polkovodets Rumyantsev del Ejército Rojo (Cuarta batalla de Járkov), cuando se utilizaron cientos de aviones Il-2 en masa para abrumar a las tropas terrestres de la Wehrmacht.

## Tácticas ofensivas de la OTAN: enfoque básico
La OTAN (Organización del Tratado del Atlántico Norte) es una alianza militar compuesta por 30 países miembros de Europa y América del Norte. Establecida en 1949, el principal propósito de la OTAN es asegurar la seguridad y defensa de sus miembros, principalmente a través de la defensa colectiva y la disuasión. Las tácticas ofensivas, como componente crítico de la estrategia militar de la OTAN, están diseñadas para disuadir la agresión, proteger los intereses de la alianza y mantener la estabilidad en el entorno internacional de seguridad. Las tácticas ofensivas de la OTAN se centran en una acción militar rápida, coordinada y efectiva, empleando una combinación de guerra convencional, operaciones de inteligencia y tecnología avanzada.
Uno de los principios fundamentales de la estrategia ofensiva de la OTAN es el despliegue rápido. Las fuerzas de la alianza están estructuradas para responder rápidamente ante cualquier amenaza o conflicto que pueda surgir en su área de operaciones. La OTAN ha desarrollado fuerzas de reacción rápida, como la Fuerza de Respuesta de la OTAN (NRF), que es una fuerza multinacional altamente flexible que puede ser desplegada en cuestión de días para hacer frente a crisis. La capacidad de desplegarse rápidamente es crucial para garantizar que la OTAN pueda mantener la superioridad militar y evitar la escalada de conflictos, especialmente en regiones donde los adversarios podrían intentar desafiar la integridad territorial de la OTAN.
Un segundo aspecto fundamental de las tácticas ofensivas de la OTAN son las operaciones conjuntas y combinadas. La doctrina de la OTAN enfatiza la necesidad de una estrecha coordinación entre las diferentes ramas de las fuerzas armadas (ejército, marina, fuerza aérea y fuerzas especiales), así como la cooperación multinacional entre las fuerzas armadas de los estados miembros. Las tácticas ofensivas modernas exigen que estas fuerzas trabajen juntas de manera fluida, integrando sus capacidades y proporcionando apoyo complementario. Por ejemplo, la superioridad aérea suele ser un precursor para un ataque terrestre exitoso, donde las fuerzas aéreas proporcionan bombardeos aéreos, apoyo cercano a las tropas y recopilación de inteligencia. Al mismo tiempo, se pueden emplear fuerzas especiales para operaciones específicas, como el reconocimiento, sabotaje o eliminación de objetivos de alto valor.
El concepto de unión va más allá de las unidades militares e incluye agencias de inteligencia, logística y estructuras de mando. Las operaciones de la OTAN a menudo dependen de amplias redes de inteligencia para recopilar y analizar datos, proporcionando a los comandantes información precisa y oportuna. Esta inteligencia alimenta los procesos de toma de decisiones, ayudando a garantizar que las operaciones sean enfocadas, eficientes y precisas.
Otro principio clave es la movilidad estratégica y la logística. La capacidad de la OTAN para sostener una operación ofensiva depende en gran medida de la planificación logística y de asegurar que las tropas, equipos y suministros puedan moverse de manera eficiente. Durante una ofensiva, las fuerzas de la OTAN deben ser capaces de mantener las cadenas de suministro, transportar personal y proporcionar apoyo a las unidades operativas, a menudo a través de vastas distancias y terrenos variados. La alianza ha invertido considerablemente en el desarrollo de capacidades de transporte especializadas, como el transporte aéreo estratégico, el transporte marítimo y las rutas terrestres, para garantizar que las tropas puedan ser reforzadas y reabastecidas rápidamente durante las operaciones de combate.
Además, las tácticas ofensivas de la OTAN implican el uso de tecnología avanzada y armamento de precisión. En las últimas décadas, las innovaciones tecnológicas han revolucionado las operaciones militares, permitiendo realizar operaciones ofensivas más precisas, menos destructivas y altamente eficientes. Las fuerzas de la OTAN aprovechan sistemas de armas avanzadas, como municiones guiadas de precisión, drones y capacidades cibernéticas. Estas tecnologías permiten ataques dirigidos a infraestructuras críticas o unidades enemigas, minimizando las bajas civiles y reduciendo los daños colaterales.
Finalmente, las operaciones psicológicas (PSYOPS) juegan un papel importante en el enfoque de la OTAN hacia las tácticas ofensivas. Estas operaciones buscan influir en las percepciones, actitudes y comportamientos de las fuerzas enemigas y las poblaciones civiles en las zonas de conflicto. Las PSYOPS pueden incluir guerra de la información, como la difusión de mensajes estratégicos a través de canales de medios, folletos o transmisiones, para socavar la moral del enemigo y desestabilizar el liderazgo enemigo.